# Rad-Weltcup 2002
Der Rad-Weltcup 2002 war die 14. Austragung des Rad-Weltcups, einer seit der Saison 1989 vom Weltradsportverband UCI ausgetragenen Serie der wichtigsten Eintagesrennen. Die Fahrerwertung gewann der Italiener Paolo Bettini vom Team Mapei-Quick Step, das auch die Teamwertung gewann.

## Rennen
| Datum       | Rennen                   | Sieger (Fahrer)  | Führender (Fahrerwertung) | Sieger (Teams)      | Führender (Teamwertung) |
| ----------- | ------------------------ | ---------------- | ------------------------- | ------------------- | ----------------------- |
| 23. März    | Mailand–Sanremo          | Mario Cipollini  | Mario Cipollini           | Domo-Farm Frites    | Domo-Farm Frites        |
| 7. April    | Flandern-Rundfahrt       | Andrea Tafi      | Mario Cipollini           | Mapei-Quick Step    | Domo-Farm Frites        |
| 14. April   | Paris–Roubaix            | Johan Museeuw    | Johan Museeuw             | Domo-Farm Frites    | Domo-Farm Frites        |
| 21. April   | Lüttich–Bastogne–Lüttich | Paolo Bettini    | Johan Museeuw             | Mapei-Quick Step    | Domo-Farm Frites        |
| 28. April   | Amstel Gold Race         | Michele Bartoli  | Johan Museeuw             | Rabobank            | Mapei-Quick Step        |
| 4. August   | HEW-Cyclassics           | Johan Museeuw    | Johan Museeuw             | Saeco-Longoni Sport | Domo-Farm Frites        |
| 10. August  | Clásica San Sebastián    | Laurent Jalabert | Johan Museeuw             | Saeco-Longoni Sport | Mapei-Quick Step        |
| 18. August  | Meisterschaft von Zürich | Dario Frigo      | Paolo Bettini             | Fassa Bortolo       | Mapei-Quick Step        |
| 6. Oktober  | Paris–Tours              | Jakob Piil       | Paolo Bettini             | CSC-Tiscali         | Mapei-Quick Step        |
| 19. Oktober | Lombardei-Rundfahrt      | Michele Bartoli  | Paolo Bettini             | Fassa Bortolo       | Mapei-Quick Step        |

## Fahrerwertung
|     | Fahrer            | Team                               | Punkte |
| --- | ----------------- | ---------------------------------- | ------ |
| 1.  | Paolo Bettini     | Mapei-Quick Step                   | 279    |
| 2.  | Johan Museeuw     | Domo-Farm Frites                   | 270    |
| 3.  | Michele Bartoli   | Fassa Bortolo                      | 242    |
| 4.  | Igor Astarloa     | Saeco-Longoni Sport                | 183    |
| 5.  | Davide Rebellin   | Gerolsteiner                       | 179    |
| 6.  | Dario Frigo       | Tacconi Sport-Emmegi               | 156    |
| 7.  | George Hincapie   | US Postal Service Pro Cycling Team | 124    |
| 8.  | Peter Van Petegem | Lotto-Adecco                       | 121    |
| 9.  | Óscar Freire      | Mapei-Quick Step                   | 111    |
| 10. | Jo Planckaert     | Cofidis                            | 107    |

## Teamwertung
|    | Team                | Punkte |
| -- | ------------------- | ------ |
| 1. | Mapei-Quick Step    | 71     |
| 2. | Fassa Bortolo       | 51     |
| 3. | Saeco-Longoni Sport | 49     |